# Hirschberg (Warstein)
Hirschberg – część miasta Warstein w powiecie Soest, w kraju związkowym Nadrenia Północna-Westfalia, w rejencji Arnsberg.

## Historia

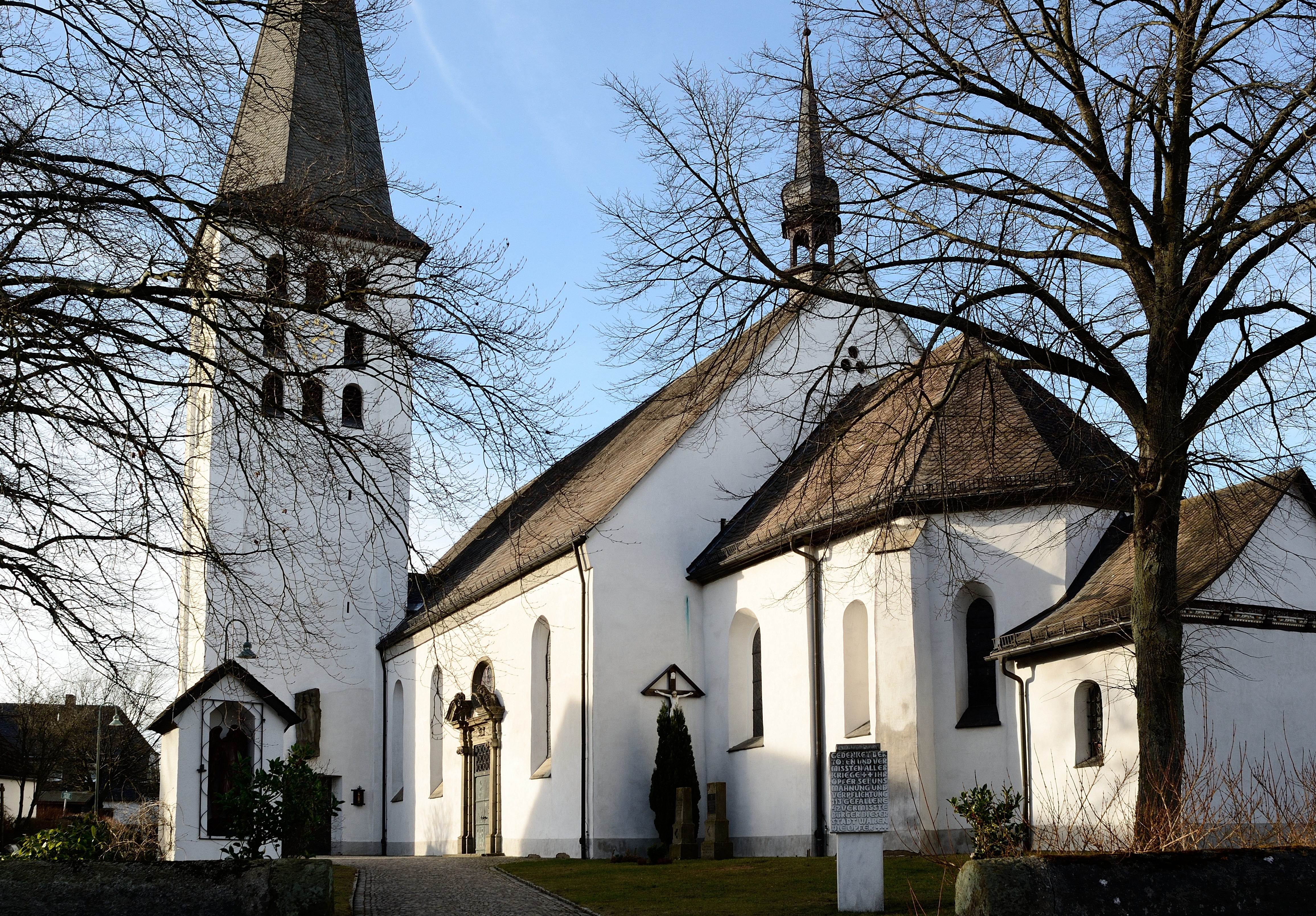
Kościół St. Christophorus

Najstarsze wzmianki o Hirschberg pochodzą z XI wieku. W 1304 roku zbudowano na terenach osady pierwszy kościół, St. Chirstophorus, który funkcjonuje do dziś.
W 1340 roku osada ta zdobyła prawa miejskie.
W Hirschberg przeprowadzano polowania na czarownice: W 1595 roku wielu mężczyzn i kobiet zostało ukaranych za domniemane czary. Od 1616 do 1617 roku 17 osób zostało straconych. Procesy te przeprowadził sędzia czarownic, Heinrich von Schultheiß.

## Demografia
Według spisu ludności z marca 2025 roku, w Hirschberg mieszkało 1723 mieszkańców, co stanowi 6,73% wszystkich mieszkańców Warsteinu.